# Julius Tittmann
Julius Tittman (vollständiger Name Friedrich Julius Tittmann; * 20. August 1814 in Northeim; † 17. Januar 1883 in Göttingen) war ein deutscher Literaturwissenschaftler.

## Leben

### Familie
Tittmann war der Sohn des Juristen Ernst Tittmann († 1828); seine Mutter Louise Tittmann, geborene Becker (1794–1878), wurde später Oberaufseherin an der Hoftöchterschule in Hannover und veröffentlichte 1842 ein kurzes Epos namens „Alfhilde“ über die Christianisierung der Gegend der Rhume. Sein Sohn fiel im Deutsch-Französischen Krieg 1870.

### Leben
Julius Tittman besuchte zunächst die Schule in Northeim und – nach dem frühen Tod seines Vaters – zwei Jahre die Schule in Holzminden und anschließend in Hannover das dortige Lyceum. Von Ostern 1834 studierte er an der Universität Göttingen das Fach Theologie, das er 1839 mit dem ersten theologischen Examen bestand. Dann jedoch wandte er sich verstärkt dem Studium der schönen Literatur und Ästhetik zu, möglicherweise beeinflusst durch seine Mutter, die Oberaufseherin der Hoftöchterschule war und 1842 „ein süßliches Stanzenepos“ namens Alfhilde veröffentlichte.
So unterrichtete auch Julius kurzfristig von 1839 bis 1840 an der Hoftöchterschule, nahm 1840 kurz eine Lehrstelle an der Handelsschule zu Osnabrück an. 1842 bis 1846 unterrichtete er abermals an der Hoftöchterschule in Hannover, doch der Versuch seiner Mutter, ihn durch Vermittlung zum Inspector der Hofsöhneschule zu machen, schlug fehl.
Schließlich habilitierte Tittmann an der Universität Göttingen in Literatur. 1848 bekam er dort Lehrberechtigung. Bis 1867 konnte er kaum Erfolge vorweisen. Nachdem Karl Goedeke nach Göttingen gezogen war, begann eine fruchtbare Zusammenarbeit der beiden.
Fortan schrieb Tittmann zahlreiche Werke. Dabei handelt es sich vorwiegend um biographische Studien von Autoren des 17. Jahrhunderts sowie Quellenuntersuchungen dieses und anderer Jahrhunderte. Seine Abhandlungen beziehen sich auf Jakob Ayrer, Paul Fleming, Hans Jakob Christoffel von Grimmelshausen, Andreas Gryphius, Martin Opitz und andere.

## Werke (Auswahl)
- Die Nürnberger Dichterschule. Harsdörfer, Klaj, Birken. Beitrag zur deutschen Literatur- und Kulturgeschichte des siebzehnten Jahrhunderts (= Kleine Schriften zur deutschen Literatur- und Kulturgeschichte. Band 1). Dieterich, Göttingen 1847, OCLC 835222260 (Scan in der Google-Buchsuche).
- Ausgewählte Dichtungen von Martin Opitz (= Deutsche Dichter des siebzehnten Jahrhunderts. Band 1, ZDB-ID 530991-8). Hrsg. von Julius Tittmann. Brockhaus, Leipzig 1869, OCLC 230708477 (Scan in der Google-Buchsuche).
- Der abenteuerliche Simplicissimus. Von Hans Jakob Christoffel von  Grimmelshausen (= Karl Goedeke, Julius Tittmann [Hrsg.]: Deutsche Dichter des siebzehnten Jahrhunderts. Band 7 und 8). Band 1 und 2. Hrsg. von Julius Tittmann. F. A. Brockhaus, Leipzig 1874, urn:nbn:de:bvb:12-bsb11259615-4 (Band 1) und urn:nbn:de:bvb:12-bsb11259616-9 (Band 2).